# Cricotopus nitens
Cricotopus nitens är en tvåvingeart som först beskrevs av Jean-Jacques Kieffer 1921.  Cricotopus nitens ingår i släktet Cricotopus och familjen fjädermyggor.
Artens utbredningsområde är Taiwan. Inga underarter finns listade i Catalogue of Life.